# Clockwise
Clockwise is een Britse film van Christopher Morahan die werd uitgebracht in 1986.

## Verhaal
Brian Stimpson is de directeur van een middelbare overheidsschool. Hij leidt de school uiterst punctueel, in de eerste plaats naar zijn leerlingen toe. Onlangs werd hij uitgekozen om de jaarlijkse belangrijke onderwijsconferentie van schoolhoofden voor te zitten, een hele eer voor hem. Zijn openingstoespraak spookt voortdurend in zijn hoofd, hij heeft zijn tekst dan ook heel nauwgezet voorbereid. 
Op de ochtend van de conferentie zet zijn vrouw hem af aan het station waar hij de trein zal nemen naar Norwich, plaats van het gebeuren.
De verschillende betekenissen van het woord 'right' veroorzaken echter een stom maar fataal misverstand en Brian stapt in de verkeerde trein. Hij beseft zijn fout net voor de trein vertrekt, stapt uit, laat in zijn haast zijn speech liggen en holt vruchteloos achter de juiste trein aan. Tot overmaat van ramp ziet hij zijn vrouw nog net wegrijden. 
Wanneer hij met de taxi thuiskomt is zijn vrouw er niet. Hij gaat naar het tehuis waar ze vrijwilligerswerk doet met enkele dementerende dames maar hij ziet hen in de verte met de auto vertrekken. Tijdens zijn vruchteloze pogingen om opnieuw een taxi aan te houden bemerkt hij een spijbelende laatstejaarsleerling aan het stuur van een auto. Ze stopt en hij vraagt haar hem naar Norwich te voeren. Hij wil er immers alles aan doen om toch nog op tijd te komen en de voor hem zo belangrijke vergadering te leiden. 
Wat volgt is een race tegen de tijd, een aaneenschakeling van pech, onverwachte hindernissen en dolle rocamboleske toestanden.  

## Rolverdeling
| Acteur           | Personage                                                  |
| ---------------- | ---------------------------------------------------------- |
| John Cleese      | Brian Stimpson                                             |
| Sharon Maiden    | Laura Wisely                                               |
| Alison Steadman  | Gwenda Stimpson, de vrouw van Brian                        |
| Penelope Wilton  | Pat, het jeugdliefje van Brian                             |
| Stephen Moore    | mijnheer Jolly, leerkracht muziek                          |
| Pat Keen         | de moeder van Laura                                        |
| Joan Hickson     | mevrouw Trellis, een van de drie oudere dementerende dames |
| Michael Aldridge | de abt                                                     |